# Atak Tytanów
Atak Tytanów (jap. 進撃の巨人 Shingeki no Kyojin; ang. Attack on Titan) – shōnen-manga autorstwa Hajime Isayamy, publikowana od września 2009 do kwietnia 2021 na łamach magazynu „Bessatsu Shōnen Magazine”. Całość została zebrana w 34 tomach, wydawanych od marca 2010 do czerwca 2021.
Na jej podstawie powstało anime, które było emitowane przez 10 lat. Pierwszy sezon zadebiutował 6 kwietnia 2013 na antenie MBS, natomiast finałowy odcinek ukazał się 4 listopada 2023 na Crunchyroll. Oprócz adaptacji anime zostały wyprodukowane także filmy live-action, natomiast 4 gry wideo wyprodukowane przez Nitroplus zostaną wydane jako bonusy do trzeciego i szóstego wydania anime na Blu-ray.

## Fabuła
Akcja serii toczy się w postapokaliptycznym świecie, w którym ludzkość została niemal całkowicie wybita przez istoty zwane tytanami. Niewielka część ludzi, która przetrwała, schroniła się na terenie otoczonym trzema 50-metrowymi murami – Maria, Rose i Sina – będącymi dla tytanów przeszkodą nie do pokonania. Mieszkańcy miast od ponad stu lat nie zostali zaatakowani, lecz ich sytuacja nie jest stabilna, gdyż poza murami wciąż żyją liczni tytani, a każda wyprawa oddziału Zwiadowców poza mury kończyła się klęską.
Jednak pewnego dnia jak spod ziemi wyrasta Kolosalny Tytan mierzący 60 metrów. Wraz z Opancerzonym Tytanem przebija się przez mur Maria i wpuszcza innych tytanów, którzy całkowicie niszczą wszystkie miasta i pożerają mieszkańców. Ci, którym udało się ewakuować, zamieszkali za murem Rose. Wśród nich jest trójka przyjaciół – Eren, Mikasa i Armin. Eren od dawna marzył o dołączeniu do oddziału Zwiadowców, aby zobaczyć świat zewnętrzny. Widząc jak tytan pożera jego matkę, chłopiec poprzysięga zemstę i kilka lat później wraz z przyjaciółmi zaciąga się do wojska.

## Manga
Manga zaczęła być publikowana w miesięczniku „Bessatsu Shōnen Magazine” wydawnictwa Kōdansha od październikowego numeru, wydanego 9 września 2009 roku. Pierwszy tom został wydany 17 marca 2010 roku. Przed emisją opartego na mandze serialu anime, Atak Tytanów została wydrukowana łącznie w 10 milionach egzemplarzy. Natomiast już sam dwunasty tankōbon mangi został wydrukowany w 2,2 miliona kopii i był jedną z dwóch dotychczas opublikowanych mang, których pojedynczy tankōbon wydrukowano w więcej niż dwóch milionach egzemplarzy. Drugą mangą jest One Piece. 10 listopada 2020 roku Hajime Isayama ogłosił, że manga jest ukończona w 98-99 procentach. W styczniu 2021 roku Kōdansha podała do wiadomości, że ostatni rozdział mangi ukaże się 9 kwietnia 2021 roku w majowym numerze czasopisma „Bessatsu Shōnen Magazine”. Ostatni, 34. tomik mangi, został wydany 9 czerwca 2021.
W 2015 roku manga została sprzedana w Japonii w 8 778 048 egzemplarzach, będąc 3. najchętniej kupowaną serią w kraju. W 2016 roku została sprzedana w Japonii w 6 544 081 egzemplarzach stając się 4. najchętniej kupowaną serią w kraju, a w 2017 roku została sprzedana w Japonii w 6 622 781 egzemplarzach plasując się na 2. miejscu najchętniej kupowanych tytułów mang w kraju. W 2019 roku manga została sprzedana w Japonii w 4 704 234 egzemplarzach i była siódmą najchętniej kupowaną mangą w kraju.
W Polsce dystrybucją mangi zajęło się wydawnictwo Japonica Polonica Fantastica.
| Nr | Język japoński  | Język japoński         | Język polski     | Język polski           |
| Nr | Data wydania    | ISBN                   | Data wydania     | ISBN                   |
| -- | --------------- | ---------------------- | ---------------- | ---------------------- |
| 1  | 17 marca 2010   | ISBN 978-4-06-384276-0 | maj 2014         | ISBN 978-83-7471-401-3 |
| 2  | 16 lipca 2010   | ISBN 978-4-06-384338-5 | wrzesień 2014    | ISBN 978-83-7471-402-0 |
| 3  | 9 grudnia 2010  | ISBN 978-4-06-384410-8 | październik 2014 | ISBN 978-83-7471-403-7 |
| 4  | 8 kwietnia 2011 | ISBN 978-4-06-384469-6 | luty 2015        | ISBN 978-83-7471-404-4 |
| 5  | 9 sierpnia 2011 | ISBN 978-4-06-384513-6 | kwiecień 2015    | ISBN 978-83-7471-405-1 |
| 6  | 9 grudnia 2011  | ISBN 978-4-06-384591-4 | lipiec 2015      | ISBN 978-83-7471-406-8 |
| 7  | 9 kwietnia 2012 | ISBN 978-4-06-384652-2 | wrzesień 2015    | ISBN 978-83-7471-407-5 |
| 8  | 9 sierpnia 2012 | ISBN 978-4-06-384712-3 | grudzień 2015    | ISBN 978-83-7471-408-2 |
| 9  | 7 grudnia 2012  | ISBN 978-4-06-384776-5 | marzec 2016      | ISBN 978-83-7471-409-9 |
| 10 | 9 kwietnia 2013 | ISBN 978-4-06-384839-7 | maj 2016         | ISBN 978-83-7471-410-5 |
| 11 | 9 sierpnia 2013 | ISBN 978-4-06-394901-8 | sierpień 2016    | ISBN 978-83-7471-411-2 |
| 12 | 9 grudnia 2013  | ISBN 978-4-06-394976-6 | listopad 2016    | ISBN 978-83-7471-412-9 |
| 13 | 9 kwietnia 2014 | ISBN 978-4-06-395044-1 | luty 2017        | ISBN 978-83-7471-413-6 |
| 14 | 8 sierpnia 2014 | ISBN 978-4-06-395141-7 | maj 2017         | ISBN 978-83-7471-414-3 |
| 15 | 9 grudnia 2014  | ISBN 978-4-06-395253-7 | sierpień 2017    | ISBN 978-83-7471-415-0 |
| 16 | 9 kwietnia 2015 | ISBN 978-4-06-395358-9 | październik 2017 | ISBN 978-83-7471-416-7 |
| 17 | 7 sierpnia 2015 | ISBN 978-4-06-395446-3 | styczeń 2018     | ISBN 978-83-7471-417-4 |
| 18 | 9 grudnia 2015  | ISBN 978-4-06-395549-1 | marzec 2018      | ISBN 978-83-7471-418-1 |
| 19 | 8 kwietnia 2016 | ISBN 978-4-06-395636-8 | czerwiec 2018    | ISBN 978-83-7471-419-8 |
| 20 | 9 sierpnia 2016 | ISBN 978-4-06-395720-4 | lipiec 2018      | ISBN 978-83-7471-420-4 |
| 21 | 9 grudnia 2016  | ISBN 978-4-06-395815-7 | październik 2018 | ISBN 978-83-7471-721-2 |
| 22 | 7 kwietnia 2017 | ISBN 978-4-06-395909-3 | grudzień 2018    | ISBN 978-83-7471-722-9 |
| 23 | 9 sierpnia 2017 | ISBN 978-4-06-510100-1 | luty 2019        | ISBN 978-83-7471-723-6 |
| 24 | 8 grudnia 2017  | ISBN 978-4-06-510548-1 | kwiecień 2019    | ISBN 978-83-7471-724-3 |
| 25 | 9 kwietnia 2018 | ISBN 978-4-06-511201-4 | lipiec 2019      | ISBN 978-83-7471-725-0 |
| 26 | 9 sierpnia 2018 | ISBN 978-4-06-512183-2 | wrzesień 2019    | ISBN 978-83-7471-726-7 |
| 27 | 7 grudnia 2018  | ISBN 978-4-06-513479-5 | styczeń 2020     | ISBN 978-83-7471-727-4 |
| 28 | 9 kwietnia 2019 | ISBN 978-4-06-514869-3 | marzec 2020      | ISBN 978-83-7471-728-1 |
| 29 | 9 sierpnia 2019 | ISBN 978-4-06-516224-8 | maj 2020         | ISBN 978-83-7471-729-8 |
| 30 | 9 grudnia 2019  | ISBN 978-4-06-517543-9 | wrzesień 2020    | ISBN 978-83-7471-860-8 |
| 31 | 9 kwietnia 2020 | ISBN 978-4-06-518689-3 | listopad 2020    | ISBN 978-83-7471-861-5 |
| 32 | 9 września 2020 | ISBN 978-4-06-520322-4 | wrzesień 2021    | ISBN 978-83-7471-862-2 |
| 33 | 8 stycznia 2021 | ISBN 978-4-06-522029-0 | październik 2021 | ISBN 978-83-7471-863-9 |
| 34 | 9 czerwca 2021  | ISBN 978-4-06-523417-4 | grudzień 2021    | ISBN 978-83-7471-970-4 |

### Spin-offy
Powstały także spin-offy do serii. Pierwszy z nich, komedia zatytułowana Shingeki! Kyojin Chūgakkō (jap. 進撃！巨人中学校), została napisana przez Saki Nakagawę. Była publikowana w Bessatsu Shōnen Magazine od maja 2012 roku. Przedstawia ona perypetie bohaterów, którzy będąc w gimnazjum walczą z tytanami.
Kolejna seria wydawnicza oparta jest na light novel Attack on Titan: Before the Fall. Jest publikowana w czasopiśmie Gekkan Shōnen Sirius od sierpnia 2013 roku. Rysunki wykonuje Satoshi Shiki.
Kolejnym spin-offem jest manga oparta na powieści wizualnej pt. No Regrets. Seria ta pojawia się w magazynie Aria i zatytułowana została Atak Tytanów: Bez żalu (jap. 進撃の巨人 悔いなき選択 Shingeki no kyojin: Kuinaki sentaku). Napisana została przez Gun Snark, a zilustrowana przez Hikaru Surugę. Fabuła skupia się na przeszłości jednej z głównych postaci, Leviu. W Polsce, manga ta została wydana przez wydawnictwo Japonica Polonica Fantastica.

## Light novel
Seria light novel zatytułowana Shingeki no Kyojin: Before the Fall napisana przez Ryo Suzukaze i zilustrowana przez Isayamę Hajime została wydana 2 grudnia 2011. Akcja serii rozgrywa się przed mangą (i anime), jest prequelem. Jest publikowana przez Kōdanshę. Do końca 2014 roku zostały wydane trzy tomy.

## Anime
Anime wyprodukowane przez Wit Studio i reżyserowane przez Tetsurō Arakiego zadebiutowało 6 kwietnia 2013 i było emitowane do 28 sierpnia 2013 w telewizji MBS. Wersja OVA specjalnego rozdziału „Ilse’s Notebook” z tomu piątego miała być wydana wraz ze specjalnym wydaniem jedenastej części anime na DVD 9 sierpnia 2013, ale ostatecznie premiera opóźniła się i premiera nastąpi wraz ze specjalnym wydaniem dwunastej części anime na DVD.
Pierwszy opening jest zatytułowany „Feuerroter Pfeil und Bogen” (jap. 紅蓮の弓矢 Guren no yumiya), nagrany przez Linked Horizon a pierwszy ending zatytułowany jest „Utsukushiki zankoku na sekai” (jap. 美しき残酷な世界), śpiewany przez Yōko Hikasa. Od odcinka czternastego opening i ending zmieniły się – opening zatytułowany jest „Die Flügel der Freiheit” (jap. 自由の翼 Jiyū no Tsubasa), kolejna piosenka Linked Horizon, zaś drugi ending nosi nazwę „Great escape” i był nagrany przez cinema staff.

## Gry
Na podstawie Ataku Tytanów wydane zostały cztery gry wideo, wyprodukowane przez Nitroplus z pomocą Production I.G. Gry te są powieściami wizualnymi i będą dołączone do trzeciego i szóstego wydania anime na Blu-ray. Gry te będą spin-offem serii z udziałem postaci znanych z anime i mangi.
Trzecie wydanie anime na Blu-ray zostało wydane 18 września 2013 wraz z grą Lost In The Cruel World, która opowiada o Mikasie, a także zawiera demo drugiej gry, A Choice With No Regrets (jap. 悔いなき選択 Kuinaki Sentaku).
Szóste wydanie anime na Blu-ray zostało wydane 18 grudnia 2013 i zawierało pełną wersję gry A Choice With No Regrets opowiadającą o przeszłości Levia i Erwina, a także grę (obecnie nie ma tytułu) o Erenie i Leviu, oraz Wall Sina, Goodbye o Annie.
Piąta gra wideo jest w planach, miałaby zostać wydana na konsole domowe i przenośne w 2014 roku.
4 grudnia 2014 ukazała się gra akcji Attack on Titan: Humanity in Chains, przeznaczona na konsole Nintendo 3DS. Jej druga część o nazwie Attack on Titan 2: Future Coordinates miała premierę 30 listopada 2017. Obie gry zostały wyprodukowane przez Spike Chunsoft, zaś ich wydawcą jest Atlus, jednostka podległa koncernowi SEGA.
16 lutego 2016 Koei Tecmo wydało grę Attack on Titan: Wings of Freedom autorstwa studia Omega Force. Gra jest dostępna na platformy PC, PlayStation 3, PlayStation 4, PlayStation Vita i XboX One. Druga część gry, zatytułowana Attack on Titan 2 (w Europie wydana pod nazwą A.O.T. 2), dostępna na urządzenia PC, PlayStation 4, Xbox One i Nintendo Switch, ukazała się 20 marca 2018. 5 lipca 2019 wydano kompletną edycję drugiej części gry, zatytułowaną Attack on Titan 2: Final Battle, wzbogaconą o dodatkową zawartość.
W marcu 2019 ukazała się gra Attack on Titan: Assault, przeznaczona na urządzenia mobilne z systemami Android i iOS. Producentem gry jest Ngames Limited, zaś wydawcą GameSamba.

## Film
Wytwórnia Tōhō wyprodukowała film live-action na podstawie serii. Reżyserem jest Shinji Higuchi, a scenariusz napisał Yuusuke Watanabe. Zdjęcia do filmu rozpoczęły się latem 2014 roku, a jego premiera odbyła się 1 sierpnia 2015 roku.

## Odbiór

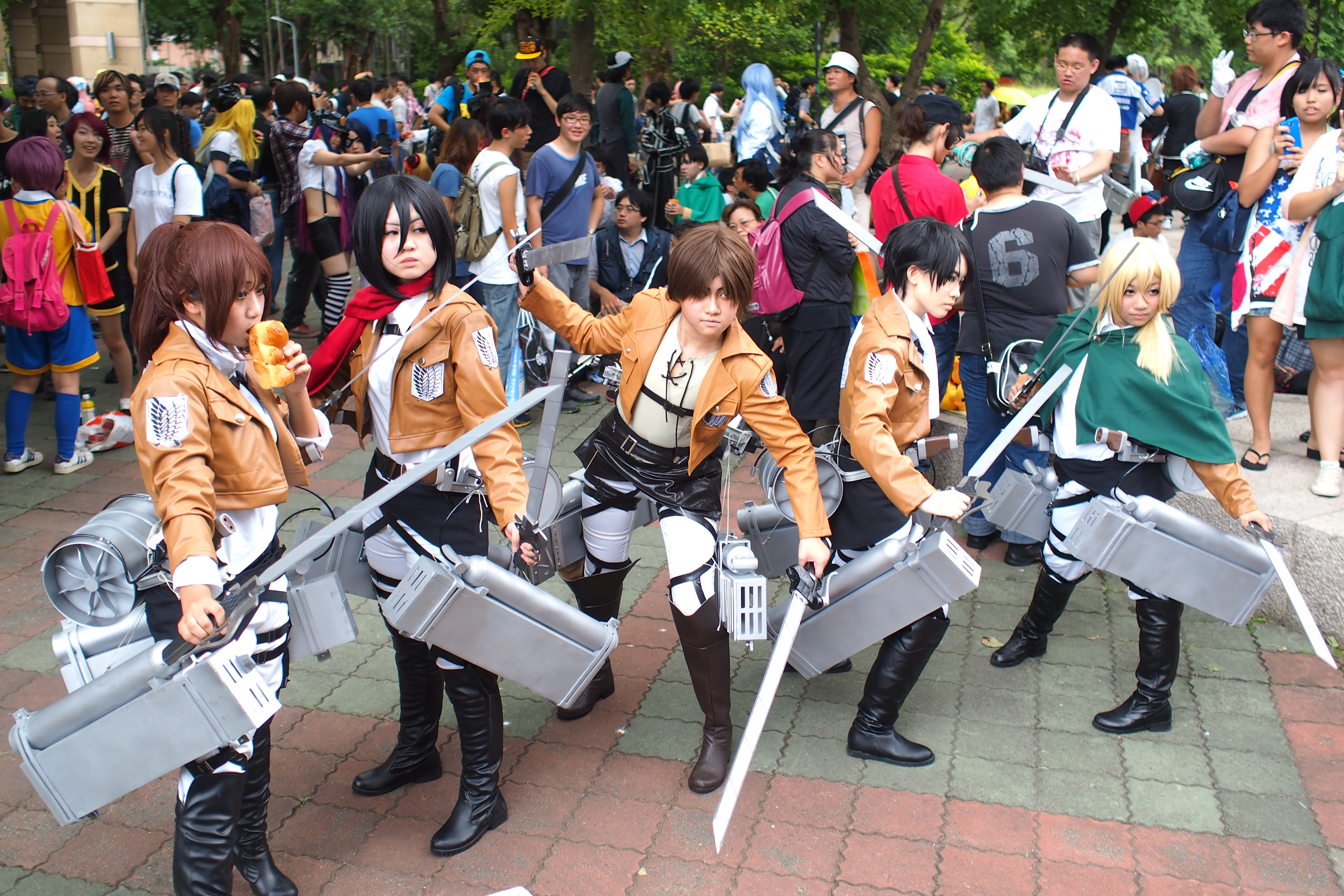
Cosplayerzy niektórych postaci z serii

Manga sprzedała ponad 20 milionów kopii (na czerwiec 2013). Seria wygrała Nagrodę Kōdansha Manga w kategorii shōnen w 2011 roku. Do czerwca 2013 w Japonii sprzedano 20 milionów egzemplarzy mangi. Premiera anime zwiększyła sprzedaż mangi, a Mainichi Shimbun określiło mangę „hitem dekady”. Manga była także nominowana do nagrody Manga Taishō, a także dwukrotnie do Nagrody Kulturalnej im. Osamu Tezuki.
Zrealizowane na podstawie mangi, anime z 2013 roku, wygrało nagrodę Anime Grand Prix miesięcznika Animage oraz Tokyo Anime Award w kategorii „animacja roku”. Recenzenci i redakcja polskojęzycznego serwisu tanuki.pl zarówno mandze, jak i anime wystawili oceny 8/10.
Krytycy z Anime News Network wysoko ocenili anime. Rebecca Silverman określiła je jako „jednocześnie piękne i pociągające”, oraz „doskonała mieszanka tego, co XVIII-wieczna pisarka Ann Radcliffe określiła jako „fascynacja kontra strach”: jedna część, fizyczna, sprawia, że chcesz odwrócić wzrok, a druga, intelektualna, sprawia, że chcesz wiedzieć, co stanie się dalej.” Mimo że wiele jest przygodowych anime dziejących się w postapokaliptycznym świecie, Carlo Santos powiedział, że „tylko kilka jest równie bliskich doskonałości jak Atak Tytanów”. Santos określił anime jako „arcydzieło o śmierci i zniszczeniu”. Theron Martin pochwalił muzyczną stronę serii oraz pierwszy odcinek, który określił jako „długo zapadający w pamięć”, chociaż skrytykował też „zmarnowany potencjał graficzny”.
Seria zdobyła także dużą popularność w sąsiadujących krajach Azji. Okładka anime ukazała się 27 maja 2013 na pierwszej stronie hongkońskiej gazety am730, co spowodowało wzrost popularności zarówno mangi, jak i anime w Hongkongu, w Chinach i na Tajwanie.
W 2013 roku po tym, jak media odnalazły post na blogu Isayamy, w którym mówił, że design postaci Dota Pixisa oparty został na postaci japońskiego generała Yoshifuru Akiyama, wybuchnął ogólnoświatowy flame war o samym generale, a także o politycznych odniesieniach do prawdziwego świata w anime, a na blogu scenarzysty pojawiło się tysiące gróźb.

## Kontrowersje w Azji
Popularność serii spowodowała wiele kontrowersji na jej temat w samej Azji: południowokoreański magazyn Electronic Times oskarżył Atak Tytanów o podprogowe aluzje polityczne do japońskiego ministra Shinzō Abe i jego poglądów na militaryzm. Wong Yeung Tat, krytyk z Hongkongu pochwalił Hajime Isayamę za to w jaki sposób napisał uniwersalny scenariusz do anime, który pozwala każdemu inaczej interpretować jego znaczenie.
W 2015 chińskie Ministerstwo Kultury umieściło Atak Tytanów na liście 38 mang i anime zawierających „dalece niewłaściwe treści” i zakazało druku oraz dystrybucji serii na terenie kraju.